# Довгокича
Довгоки́ча (рос. Долгокыча) — село у складі Олов'яннинського району Забайкальського краю, Росія. Адміністративний центр Довгокичинського сільського поселення.

## Населення
Населення — 782 особи (2010; 1006 у 2002).
Національний склад (станом на 2002 рік):
- росіяни — 90 %